# Chủ nghĩa thượng đẳng
Chủ nghĩa thượng đẳng, về cơ bản, đúng như tên gọi, là chủ nghĩa tự cho mình quyền tỏ ra thượng đẳng, tỏ ra hơn người khác.
Điển hình của chủ nghĩa thượng đẳng là thái độ phân biệt chủng tộc/ sắc tộc/ màu da/ giới tính. Ví dụ như những quan điểm cho rằng người da trắng thì có quyền hơn da màu, vậy nên kỳ thị người da màu và đối xử với người da màu như tầng lớp hạ đẳng, hay quan điểm cho rằng người Nhật Bản thì ở một đẳng cấp cao hơn người Trung Quốc, quan điểm cho rằng người Ả Rập thượng đẳng hơn người phương Tây, quan điểm cho rằng đàn ông thì thượng đẳng hơn đàn bà, và rất nhiều quan điểm thái độ thượng đẳng khác.